# Hypothyris bicolora
Hypothyris bicolora är en fjärilsart som beskrevs av Richard Haensch 1903. Hypothyris bicolora ingår i släktet Hypothyris och familjen praktfjärilar. Inga underarter finns listade i Catalogue of Life.